# Copa Intertoto de la UEFA 2008

División por regiones de la UEFA.

La Copa Intertoto de la UEFA del año 2008 es la edición número 14 y última del torneo. La competición se alargó desde el 21 de junio hasta el 27 de julio del 2008, en tres rondas. De modo que, según el coeficiente del país participante, el club entrará en una ronda o en otra. El sorteo de emparejamientos se celebró el 21 de abril del mismo año en Nyon, Suiza.

## Rondas
50 equipos provenientes de 50 asociaciones pertenecientes a la UEFA, en donde los participantes en cada ronda se escogieron mediante el coeficiente de la UEFA del año anterior.
Primera Ronda:  (28 equipos)
- 28 clubes entre las asociaciones 23-36, 38-50 y 53

Segunda Ronda: (28 equipos)
- 14 ganadores de la Primera Ronda
- 14 clubes entre las asociaciones 9-22

Tercera Ronda: (22 equipos)
- 14 clasificados de la Segunda Ronda
- 8 clubes entre las asociaciones 1-8

### Primera ronda
Disputada del 21 al 29 de junio
| Equipo 1                | Agr.                    | Equipo 2                | Ida                     | Vuelta                  |
| Región Sur-Mediterráneo | Región Sur-Mediterráneo | Región Sur-Mediterráneo | Región Sur-Mediterráneo | Región Sur-Mediterráneo |
| ----------------------- | ----------------------- | ----------------------- | ----------------------- | ----------------------- |
| Besa Kavajë             | (a) 1–1                 | Ethnikos Achnas         | 0–0                     | 1–1                     |
| Čelik                   | 4–4 (a)                 | Grbalj                  | 3–2                     | 1–2                     |
| Rijeka                  | 0–2                     | Renova                  | 0–0                     | 0–2                     |
| Hibernians              | 0–3                     | Gorica                  | 0–3                     | 0–0                     |
| Región Centro-Este      |                         |                         |                         |                         |
| Zhetysu                 | 3–6                     | Honvéd                  | 1–2                     | 2–4                     |
| Mika                    | 2–2 (a)                 | Tiraspol                | 2–2                     | 0–0                     |
| Neftchi Baku            | (a) 3–3                 | Nitra                   | 2–0                     | 1–3                     |
| Cracovia                | 1–5                     | Shakhtsyor Salihorsk    | 1–2                     | 0–3                     |
| Etzella Ettelbruck      | (a) 2–2                 | Lokomotivi Tbilisi      | 0–0                     | 2–2                     |
| Región Norte            |                         |                         |                         |                         |
| Ekranas                 | 4–0                     | Narva Trans             | 1–0                     | 3–0                     |
| HB Tórshavn             | 1–4                     | Elfsborg                | 1–4                     | 0–0                     |
| Bohemians               | 9–3                     | Rhyl                    | 5–1                     | 4–2                     |
| Lisburn Distillery      | 3–6                     | TPS Turku               | 2–3                     | 1–3                     |
| Riga                    | 3–2                     | Fylkir                  | 1–2                     | 2–0                     |

### Segunda ronda
Disputada del 5 al 13 de julio
| Equipo 1                | Agr.                    | Equipo 2                | Ida                     | Vuelta                  |
| Región Sur-Mediterráneo | Región Sur-Mediterráneo | Región Sur-Mediterráneo | Región Sur-Mediterráneo | Región Sur-Mediterráneo |
| ----------------------- | ----------------------- | ----------------------- | ----------------------- | ----------------------- |
| Chernomorets Burgas     | 3–1                     | Gorica                  | 1–1                     | 2–0                     |
| Grbalj                  | 2–3                     | Sivasspor               | 2–2                     | 0–1                     |
| Grasshopper             | 5–1                     | Besa Kavajë             | 2–1                     | 3–0                     |
| Renova                  | 1–3                     | Bnei Sakhnin            | 1–2                     | 0–1                     |
| OFK Beograd             | 2–3                     | Panionios               | 1–0                     | 1–3                     |
| Región Centro-Este      |                         |                         |                         |                         |
| Germinal Beerschot      | 1–2                     | Neftchi Baku            | 1–1                     | 0–1                     |
| Saturn Moscow Oblast    | 8–1                     | Etzella Ettelbruck      | 7–0                     | 1–1                     |
| Tiraspol                | 1–3                     | Tavriya Simferopol      | 0–0                     | 1–3                     |
| Sturm Graz              | 2–0                     | Shakhtsyor Salihorsk    | 2–0                     | 0–0                     |
| Teplice                 | 3–3 (a)                 | Budapest                | 1–3                     | 2–0                     |
| Región Norte            |                         |                         |                         |                         |
| TPS Turku               | 1–4                     | OB                      | 1–2                     | 0–2                     |
| Hibernian               | 0–4                     | Elfsborg                | 0–2                     | 0–2                     |
| Ekranas                 | 1–7                     | Rosenborg               | 1–3                     | 0–4                     |
| Riga                    | (a) 2–2                 | Bohemians               | 1–0                     | 1–2                     |

### Tercera ronda
Disputada entre el 19 y 27 de julio
| Equipo 1                | Agr.                    | Equipo 2                | Ida                     | Vuelta                  |
| Región Sur-Mediterráneo | Región Sur-Mediterráneo | Región Sur-Mediterráneo | Región Sur-Mediterráneo | Región Sur-Mediterráneo |
| ----------------------- | ----------------------- | ----------------------- | ----------------------- | ----------------------- |
| Bnei Sakhnin            | 1–3                     | Deportivo La Coruña     | 1–2                     | 0–1                     |
| Panionios               | 0–2                     | Napoli                  | 0–1                     | 0–1                     |
| Sivasspor               | 0–5                     | Braga                   | 0–2                     | 0–3                     |
| Grasshopper             | 4–0                     | Chernomorets Burgas     | 3–0                     | 1–0                     |
| Región Centro-Este      |                         |                         |                         |                         |
| Saturn Moscow Oblast    | 1–3                     | Stuttgart               | 1–0                     | 0–3 (aet)               |
| Neftchi Baku            | 2–3                     | Vaslui                  | 2–1                     | 0–2                     |
| Rennes                  | 1–1 (10–9 p)            | Tavriya Simferopol      | 1–0                     | 0–1 (aet)               |
| Sturm Graz              | 2–1                     | Honvéd                  | 0–0                     | 2–1                     |
| Región Norte            |                         |                         |                         |                         |
| NAC Breda               | 1–2                     | Rosenborg               | 1–0                     | 0–2                     |
| OB                      | 2–3                     | Aston Villa             | 2–2                     | 0–1                     |
| Elfsborg                | 1–0                     | Riga                    | 1–0                     | 0–0                     |

## Ganadores
Los 11 equipos que superaron la tercera fase de la competición accedieron a la Copa de la UEFA. El SC Braga, al ser el equipo que llegó más lejos en la Copa de la UEFA 2008-09 logró tener el trofeo conmemorativo de campeón de la Copa Intertoto pese a haber otros diez ganadores de esta repesca veraniega.
| - Braga (Campeón) - Aston Villa - Deportivo La Coruña - Stuttgart | - Rosenborg - Napoli - Rennes - Vaslui | - Elfsborg - Grasshopper - Sturm Graz |